# Zacatelco (gemeente)
Zacatelco is een gemeente in de Mexicaanse deelstaat Tlaxcala. De hoofdplaats van Zacatelco is Zacatelco. De gemeente heeft een oppervlakte van 31,38 km² en had in 2010 een bevolking van 38 654, waarvan 99,51% in de hoofdplaats woonde en de rest in kleinere kernen.

## Demografie
Volgens het Nationaal Instituut voor de Statistiek en Geografie (INEGI) telt de gemeente in totaal dertien kernen. De meeste daarvan zijn sloppenwijken van de stad Zacatelco. Desalniettemin beschouwt het INEGI ze als onafhankelijke bevolkingscentra. Onderstaande tabel toont de inwoneraantallen van de grotere kernen in 2010.
| Plaats                              | Bevolking |
| ----------------------------------- | --------- |
| De totale bevolking van de gemeente | 38 654    |
| Zacatelco                           | 38 466    |
| Domingo Arenas                      | 57        |
| Axexela                             | 54        |
| La Vega                             | 30        |
| Campo Dolores                       | 22        |

Acuamanala de Miguel Hidalgo · Altzayanca · Amaxac de Guerrero · Apetatitlán de Antonio Carvajal · Apizaco · Atlangatepec · Benito Juárez · Calpulalpan · Chiautempan · Contla de Juan Cuamatzi · Cuapiaxtla · Cuaxomulco · El Carmen Tequexquitla · Emiliano Zapata · Españita · Huamantla · Hueyotlipan · Ixtacuixtla de Mariano Matamoros · Ixtenco · La Magdalena Tlaltelulco · Lázaro Cárdenas · Mazatecochco de José María Morelos · Muñoz de Domingo Arenas · Nanacamilpa de Mariano Arista · Nativitas · Panotla · Papalotla de Xicohtencatl · Sanctorum de Lázaro Cárdenas · San Damián Texoloc · San Francisco Tetlanohcan · San Jerónimo Zacualpan · San José Teacalco · San Juan Huactzinco · San Lorenzo Axocomanitla · San Lucas Tecopilco · San Pablo del Monte · Santa Ana Nopalucan · Santa Apolonia Teacalco · Santa Catarina Ayometla · Santa Cruz Quilehtla · Santa Cruz Tlaxcala · Santa Isabel Xiloxoxtla · Tenancingo · Teolocholco · Tepetitla de Lardizabal · Tepeyanco · Terrenate · Tetla de la Solidaridad · Tetlatlahuca · Tlaxcala · Tlaxco · Tocatlán · Totolac · Tzompantepec · Xaloztoc · Xaltocan · Xicohtzinco · Yauhquemecan · Zacatelco · Zitlaltepec de Trinidad Sánchez Santos